# Dettlef Günther
Dettlef Günther (* 27. August 1954 in Steinheidel-Erlabrunn) ist ein ehemaliger deutscher Rennrodler, der für die DDR startete.
Der wie Ortrun Enderlein aus der erzgebirgischen Gemeinde Raschau stammende Günther begann seine Sportkarriere in der Sektion Fußball von BSG Rotation Raschau. Bei Übungsleiter Heinz Dittmann kam er mit dem Rennschlittensport in Berührung, wurde jedoch erst unter Trainer Erhard Klotzsche bei SC Traktor Oberwiesenthal zum Spitzenrodler. Bei der Junioren-Europameisterschaft auf der Naturrodelbahn in Olang gewann er 1973 den Titel. Zwei Jahre später gewann er an gleicher Stelle den Titel bei den Rennrodel-Europameisterschaften 1975. Seinen größten Erfolg feierte er bei den Olympischen Winterspielen 1976 in Innsbruck, als er mit mehr als einer halben Sekunde Vorsprung vor Josef Fendt Olympiasieger im Einsitzer wurde. Für diesen Erfolg wurde er mit dem Vaterländischen Verdienstorden in Silber ausgezeichnet.  Zudem gewann er bei den Rennrodel-Weltmeisterschaften 1979 am Königssee den Titel. Bei den Olympischen Spielen 1980 in Lake Placid konnte er seiner Favoritenrolle nicht gerecht werden, als er in Führung liegend im dritten Lauf stürzte; in Summe aber trotzdem den vierten Platz belegte.
Günther absolvierte eine Ausbildung zum Elektromonteur und ein Fernstudium zum Diplom-Sportlehrer an der Deutschen Hochschule für Körperkultur. Nach seiner aktiven Laufbahn als Rodler war er als Trainer beim SC Traktor Oberwiesenthal tätig.
Aufgrund einer fehlerhaften Eintragung in seiner Geburtsurkunde wird Günthers Vorname mit zwei „t“ geschrieben.
Als „IM Richter“ arbeitete er für das Ministerium für Staatssicherheit der DDR. Ab November 1976 hat er für seine Dienste mehrfach Geldprämien erhalten.

## Erfolge

### Weltcupsiege
Einsitzer
| Nr. | Datum        | Ort          | Bahn                 |
| --- | ------------ | ------------ | -------------------- |
| 1.  | 5. Jan. 1978 | Hammarstrand | Bobbahn Hammarstrand |